# 哈拉雷省
哈拉雷省（英語：Harare Province）又稱哈拉雷都会省（Harare Metropolitan Province） ，是位于辛巴威东北部的一个省，该国首都和最大城市哈拉雷以及奇通圭扎、埃普沃思和鲁瓦均位於該省。  1997年，哈拉雷省正式成立。
哈拉雷省面积872平方（337平方英里） ，相当于津巴布韦总面积的0.22%。它是该国面积第二小的省份，仅次于布拉瓦约。根據2022 年人口普查，该省人口为 2,427,209 人， 其中 1,849,600人住在哈拉雷，371,244人居住在奇通圭扎，其余206,365人居住在埃普沃思。哈拉雷省的人口佔該國人口的16.26%，是该国人口最多的省份。该省擁有纺织、钢铁和化学品工廠以及多所大学、多支运动队以及许多历史古迹和旅游景点。